# Tennis de table aux Jeux de la Francophonie de 2009
 (avril 2025).
Navigation
Édition précédente Édition suivante
Lors des Jeux de la Francophonie, le tennis de table est une des épreuves disputées. Les rencontres de l'édition 2009 ont eu lieu au Liban du 28 septembre au 4 octobre. Au total 54 engagés, 28 hommes et 26 femmes, ont participé aux différents tournois: simples messieurs, simple dames, double mixte, et par équipes

## Tableau des résultats
| Tournament         | Or                   | Argent                   | Bronze                                            |
| ------------------ | -------------------- | ------------------------ | ------------------------------------------------- |
| Simples messieurss | Kien Quoc Doan (VIE) | Ahmed Ali Saleh (EGY)    | Nicolas Mohler (SUI) Suraju Saka                  |
| Simple dames       | Mo Zhang (CAN)       | Hoang My Trang Mai (VIE) | Audrey Mattenet (FRA) Cristina Alina Hirici (ROU) |
| Double mixte       | Roumanie             | Canada                   | France Communauté française de Belgique           |
| équipes            | Canada               | Viêt Nam                 | Suisse France                                     |

## Tableau des médailles
| Rang | Nation                           | Or | Argent | Bronze | Total |
| ---- | -------------------------------- | -- | ------ | ------ | ----- |
| 1    | Canada                           | 2  | 1      | 0      | 3     |
| 2    | Viêt Nam                         | 1  | 2      | 0      | 3     |
| 3    | Roumanie                         | 1  | 0      | 1      | 2     |
| 4    | Égypte                           | 0  | 1      | 0      | 1     |
| 5    | France                           | 0  | 0      | 3      | 3     |
| 6    | Suisse                           | 0  | 0      | 2      | 2     |
| 7    | République du Congo              | 0  | 0      | 1      | 1     |
| 8    | Communauté française de Belgique | 0  | 0      | 1      | 1     |
| 8    | Total                            | 4  | 4      | 8      | 16    |

## Participation
| - Arménie (2) - Bénin (2) - Bulgarie (2) - Burkina Faso (2) - Cameroun (2) - Canada (2) - Québec (2) - Côte d'Ivoire (2) - Chypre (2) - République démocratique du Congo (2) | - Djibouti (2) - Égypte (2) - Guinée équatoriale (1) - France (2) - Liban (2) (host) - Luxembourg (2) - Maurice (2) - Maroc (2) - Niger (2) | - République du Congo (1) - Roumanie (2) - Rwanda (2) - Seychelles (2) - Suisse (2) - Togo (2) - Tunisie (2) - Viêt Nam (2) - Communauté française de Belgique (2) |